# Mayo, Maryland
Mayo är en ort i Anne Arundel County i delstaten Maryland, USA.